# ZooMumba
ZooMumba ingyenesen, webböngészőben játszható állatkert-szimulátor videójáték volt, melyet a Bigpoint fejlesztett és jelentetett meg. A játékosok feladata, hogy egy üres telken felépítsenek és karbantarsanak egy állatkertet. A Bigpoint adatai szerint a játéknak 2011 júniusáig 200 millió felhasználója volt. A játékot 2020. december 31-én az Adobe Flash támogatásának megszűnése miatt leállították.

## Játékmenet
A ZooMumba színsémája nagyon világos és élénk, hogy ezzel családbarátabb megjelenési stílust érjen el. A játék interaktivitása elsősorban az állatok gondozásában és az állatkert karbantartásában mutatkozik meg; a játékosoknak ügyelnie kell, hogy az állatok jól gondozottak, míg az állatkert tiszta legyen. Az egér a játék elsődleges irányítóeszköze, kizárólag egy egérrel is játszható a játék.
Amikor a játékosok először elindítják a játékot, akkor különböző kifutókat kell lefektetniük, ahol az állataik élhetnek. Az összes állat élhet bármelyik kifutón, azonban bizonyos kifutók bizonyos állatoknak bónuszokat adnak. Amint a játékos lefektetett egy kifutót benépesítheti azt állatokkal. Egy nőstény és egy hím egyed mellett az állatok tenyészhetőek, de kölyökállatok örökbe is fogadhatóak.
A ZooMumbában két pénznem, a PetPenny és a ZooDollar van. A PetPennyt bizonyos munkák teljesítésével és üzletekkel is lehet szerezni. A ZooDollart elsősorban valódi pénzért lehet vásárolni a játékbeli bankban, és a játékban sokkal nehezebb beszerezni, mint a PetPennyt. A ZooDollarral különleges és ritka állatokat és dekorációkat lehet vásárolni.
Ha a játékosoknak nincsen idejük karbantartani az állatkertjüket, akkor az asszisztensek különböző feladatokat hajthatnak végre az állatkert legmegfelelőbb működésért.

## Fordítás
- Ez a szócikk részben vagy egészben  a   ZooMumba című angol Wikipédia-szócikk ezen változatának fordításán alapul.  Az eredeti cikk szerkesztőit annak laptörténete sorolja fel. Ez a jelzés csupán a megfogalmazás eredetét és a szerzői jogokat jelzi, nem szolgál a cikkben szereplő információk forrásmegjelöléseként.